# Німецько-чехословацький договір (1973)
Федерати́вної Респу́бліки Німе́ччини — Чехослова́цької Соціалісти́чної Респу́бліки договір 1973 — договір між ФРН і ЧССР про нормалізацію відносин, підписаний 11 грудня 1973 року в Празі головою уряду ЧССР Любомиром Штроугалом, міністром закордонних справ ЧССР Богуславом Хнеупеком, федеральним канцлером ФРН Віллі Брандтом та міністром закордонних справ ФРН Вальтером Шеєлем. Набрав чинності 19 липня 1974 року. 
Угода складається з преамбули та 6 статей. У преамбулі вказується, що сторони уклали договір, керуючись наміром створити міцні основи для розвитку добросусідських відносин, прагнучи зміцнити мир і безпеку в Європі і «визнаючи, що Мюнхенська угода від 29 вересня 1938 року була нав'язана Чехословацькій республіці нацистським режимом під загрозою застосування сили». У статті 1 зазначено: 
|  | ЧССР і ФРН вважають Мюнхенську угоду від 29 вересня 1938 року, маючи на увазі свої взаємні відносини відповідно до цього договору, недійсною. |

Договір регулює (стаття 2) правові наслідки визнання Мюнхенської угоди недійсними, підтверджує, що у своїх взаємних відносинах і в питаннях забезпечення безпеки в Європі і в усьому світі учасники договору будуть вирішувати всі свої суперечки виключно мирними засобами. 
У статті 4 договору підтверджується непорушність спільних кордонів держав у сьогоденні і майбутньому і зобов'язання сторін поважати територіальну цілісність обох держав і не висувати один до одного ніяких територіальних претензій. 
Договір (стаття 5) передбачає подальші кроки, спрямовані на розвиток відносин між ЧССР і ФРН.